# Kasteel van Brodnica
Het kasteel van Brodnica (Pools: Zamek w Brodnicy) is een 14e-eeuwse Teutonische kasteelruïne in Brodnica en beschermd architectonisch monument.

## Geschiedenis
Het kasteel is tussen 1305-1330 door de Duitse Orde gebouwd en domineerde de Drwęca. De kenmerkende 54 meter hoge achthoekig kasteeltoren stamt eveneens uit de 14e eeuw.
Het kasteel werd in 1478 door Matthias Corvinus veroverd, waarna het complex binnen twee jaar van eigenaar wisselde; eerst de Duitse Orde en uiteindelijk Polen. Het kasteel werd in 1481 de zetel van de starostwo, waarna het in 1550 in brand stond. Frederik II van Pruisen liet het kasteel in 1785 slopen, maar Frederik Willem IV van Pruisen heeft de sloop van de toren weten te voorkomen.
Rafał Działyński, de starost van Brodnica, liet vóór 1564 een paleis op de resten van het Kasteel bouwen.

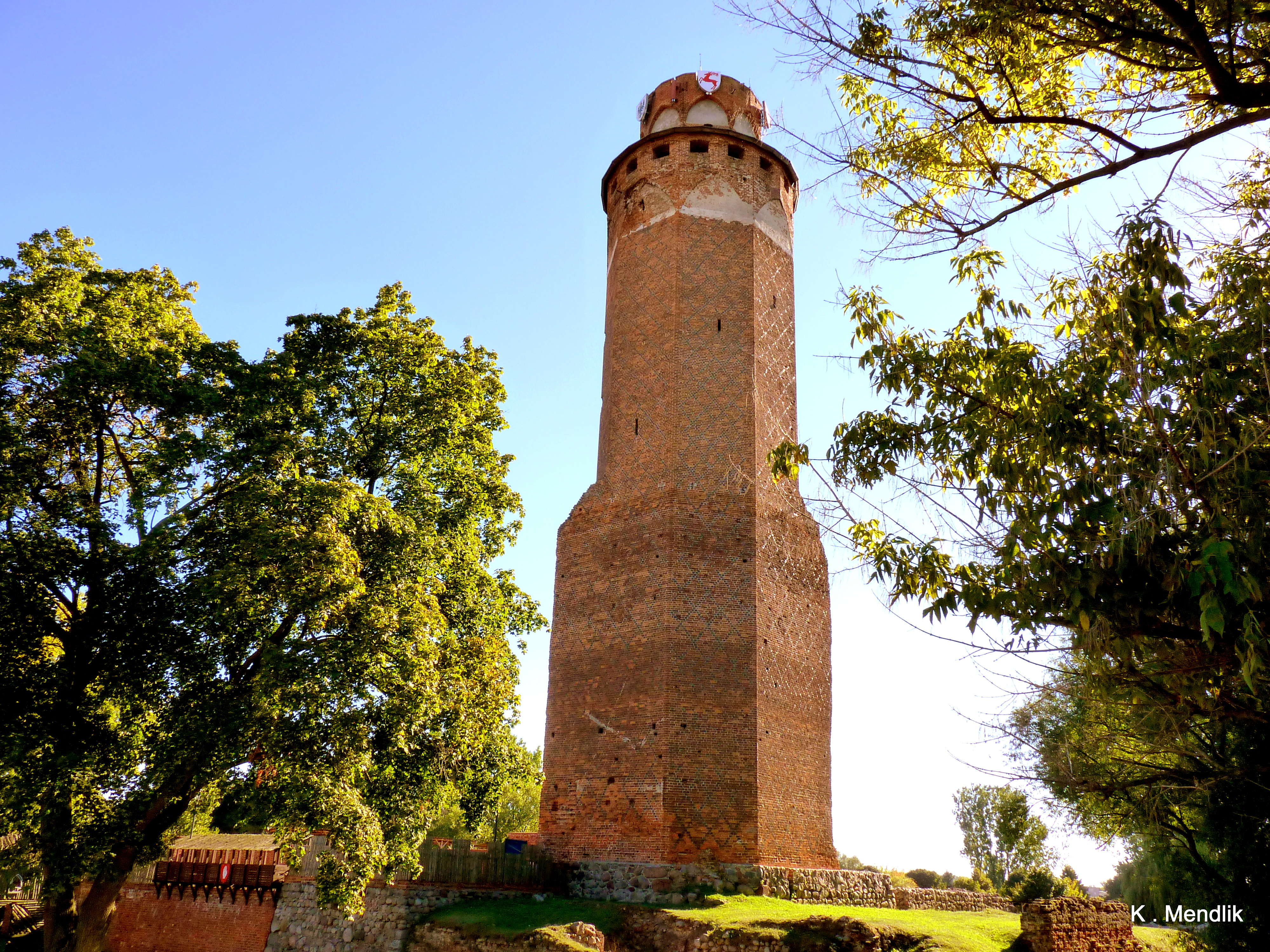
De 54 meter hoge Teutonische kasteeltoren
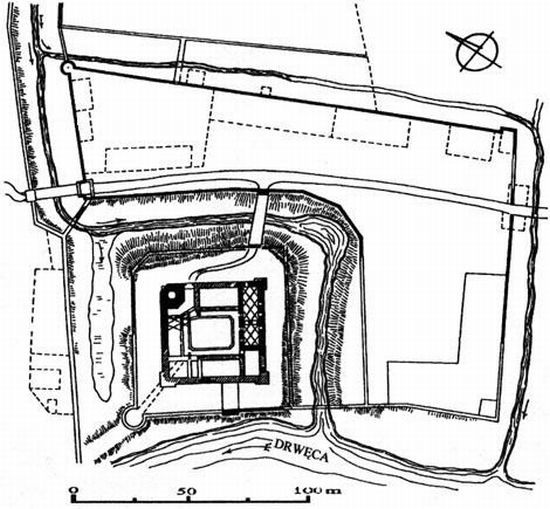
Plattegrond